# Heinrich Waldmann (Archivar)
Heinrich Waldmann (* 9. April 1927 in Geismar; † 24. Februar 2008 in Halle (Saale)) war ein deutscher Archivar.

## Leben
In Merseburg aufgewachsen, wurde der Gymnasiast im Frühjahr 1944 zum Arbeits- und anschließenden Militärdienst eingezogen und geriet im April 1945 in amerikanische und französische Gefangenschaft. Nach diversen Stationen ab Oktober 1945 im Verwaltungsdienst der Bezirksverwaltung und ab Juni beim Innenministerium wurde Waldmann zum 1. April 1951 dem Staatsarchiv Merseburg unter Walter Nissen zugeordnet, das unmittelbar vorher als Historische Abteilung vom damaligen Deutschen Zentralarchiv Potsdam übernommen worden war. Hier absolvierte er eine zweijährige Ausbildung für den gehobenen Dienst. Als Diplomarchivar war er mit dem Aufbau des Magazins und der Technischen Werkstätten sowie mit Erschließungsarbeiten betraut. 
Von 1954 bis 1959 studierte Waldmann Geschichte an den Universitäten in Halle, Berlin und Leipzig. Von 1959 bis 1962 absolvierte er den Lehrgang des Instituts für Archivwissenschaft in Potsdam zum wissenschaftlichen Archivar im Höheren Dienst. 
In Merseburg arbeitete er verstärkt an Inventaren mit und leitete die Abteilung Benutzung. Die Arbeit an den besonderen Wirtschaftsbeständen ermöglichte ihm eine Dissertationsschrift über den Weberaufstand.
In den 1960/70er Jahren war Waldmann Mitglied zentraler Kommissionen der staatlichen Archivverwaltung zur Untersuchung archivwissenschaftlicher Probleme und arbeitete als Ausbilder im Archivwesen und Museumswesen. 
Ab Februar 1979 leitete er die nunmehrige „Dienststelle Merseburg“ des „Zentralen Staatsarchivs“ und als solcher die Verhandlungen über die Rückführung der Bestände des Geheimen Staatsarchivs nach Berlin-Dahlem. Deren Abschluss 1993 erlebte Waldmann im Ruhestand. Er engagierte sich weiter in der heimatgeschichtlichen Forschung des Eichsfeldes und im Rahmen der brandenburg-preußischen Historischen Kommissionen.

## Schriften
- mit Ruth Hoppe, Jürgen Kuczynski (Hg.): Hardenbergs Umfrage über die Lage der Kinder in den Fabriken und andere Dokumente aus der Frühgeschichte der Lage der Arbeiter, Dokumente und Studien A zu Band 1 (= Die Geschichte der Lage der Arbeiter unter dem Kapitalismus, Teil 1: Die Geschichte der Lage der Arbeiter in Deutschland von 1789 bis zur Gegenwart; Bd. 8), Berlin: Akad.-Verl., 1960.
- Merseburg. Geschichte und Gegenwart, Übersichten/Informationen, hg. vom Rat der Stadt Merseburg, Merseburg 1988.
- Das Zusammenwirken des Zentralen Staatsarchivs, Dienststelle Merseburg mit den Geschichtskommissionen der Partei, in: Archivmitteilungen. Zeitschrift für Archivwesen, archivalische Quellenkunde und historische Hilfswissenschaften 38 (1988), Heft 1, S. 19ff.
- Unruhen unter den schlesischen Webern 1793–1844, Halle: Univ. Diss. A, 1990 (Laut Nachruf: „Die soziale Lage der Weber im schlesischen Gebirge in der ersten Hälfte des 19. Jahrhunderts. Der Weberaufstand 1844 in Peterswaldau und Langenbielau“).